# 土本武司
土本 武司（つちもと たけし、1935年1月4日 - 2024年5月6日）は、日本の法学者（刑事法）。元検察官。元白鷗大学法科大学院教授、同研究科長、白鷗大学名誉教授。筑波大学名誉教授。元中央大学法学部・大学院法学研究科講師、元早稲田大学法学部講師、元横浜国立大学講師。元財務省税関研修所講師（高等科・高等専科）。法学博士（中央大学・論文博士・1987年）（学位論文「過失犯の研究」）。牧野英一門下。

## 人物
東京都出身。大学在学中に司法試験に合格したところ牧野英一から誘われ、1年間、茅ヶ崎の牧野邸に住み込み、師事した。実務に通じた綿密な刑事訴訟法理論で著名である。日本の刑事訴訟法学者としては、河上和雄と並び、もっとも職権主義的な立場を強くとっている（『捜査官のための証拠法の理論と実際』21頁）。
1991年に発生した悪魔の詩訳者殺人事件では通報者となる。
2011年10月に大阪地裁で開かれたパチンコ店放火殺人事件（2009年7月に大阪市此花区で発生）の裁判員裁判に、絞首刑は残虐な刑罰を禁じた憲法に反すると主張している弁護側の証人として出廷。死刑制度そのものについては存置の立場であるが、絞首刑については「正視に堪えない。限りなく残虐に近いもの」と証言した。
2024年11月18日、同年5月6日に老衰により死去したことが判明。89歳没。

## 来歴
学歴
1957年 中央大学法学部卒業。
主要職歴
- 1956年 司法試験合格
- 1960年 検事任官
- 1960年 東京地方検察庁検事
- 1964年 横浜地方検察庁検事
- 1978年 熊本地方検察庁次席検事
- 1980年 横浜地方検察庁交通部長
- 1983年 東京高等検察庁検事
- 1985年 法務総合研究所研修第三部長
- 1987年 最高検察庁検事
- 1988年 筑波大学社会学類教授
- 1991年 ライデン大学客員教授　ユトレヒト大学客員教授
- 1993年 筑波大学社会学類長
- 1995年 筑波大学留学センター長
- 1998年 筑波大学名誉教授
- 1998年 上武大学ビジネス情報学部客員教授（2008年、退任）
- 1998年 帝京大学法学部教授
- 2005年 帝京大学法学部客員教授（2006年、退任）
- 2005年 白鷗大学法科大学院教授（2009年3月、退職）
- 2007年 白鷗大学法科大学院研究科長
- 2018年 白鷗大学名誉教授[5]

## 受章歴
- 2005年 瑞宝中綬章受章

## 著書
- 『刑事訴訟法要義』（有斐閣）
- 『刑事訴訟法入門』（共著 有斐閣）
- 『条解刑事訴訟法』（共編 弘文堂）
- 『証拠は語る』（東京法令出版）
- 『法の学び方・考え方』（共著 東京法令出版）
- 『刑法教室総論』（東京法令出版）
- 『現代刑事法の論点・刑法編』（編著 東京法令出版）
- 『現代刑事法の論点・刑事訴訟法編』（編著 東京法令出版）
- 『図解刑法』（立花書房）
- 『図解刑事訴訟法』（立花書房）
- 『民事と交錯する刑事事件』（立花書房）
- 『行政と刑事の交錯』（立花書房）
- 『航空機事故と刑事責任』（判例時報社）
- 『最新公職選挙法罰則精解』（日本加除出版）
- 『過失犯の研究』（成文堂）
- 『犯罪捜査』（弘文堂）
- 『企業犯罪』（令文社）
- 『正義への執念』（日本放送出版協会）